# Amanty
Amanty est une commune française située dans le département de la Meuse en région Grand Est.

## Géographie

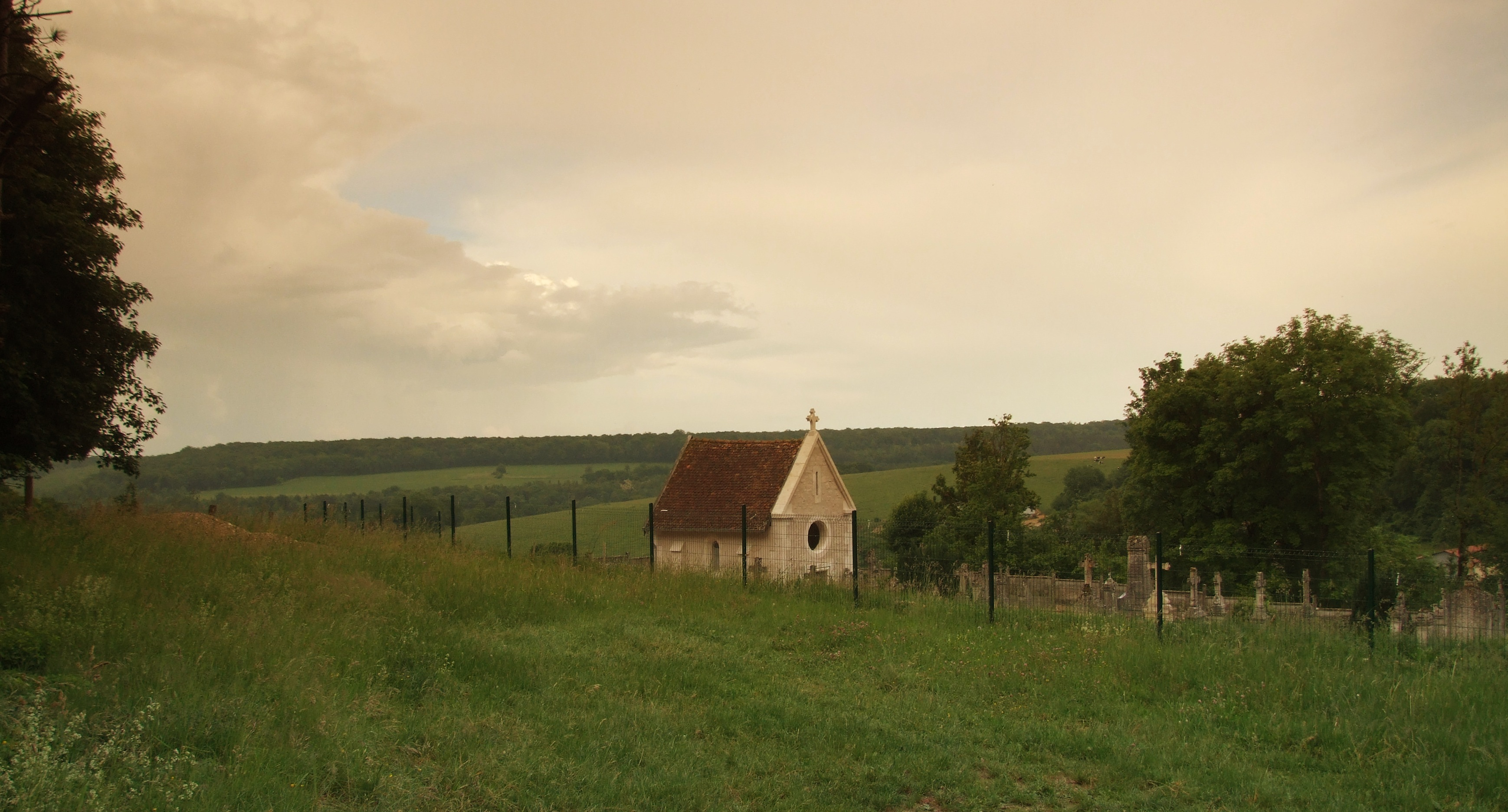

### Communes limitrophes
| Badonvilliers-Gérauvilliers | Épiez-sur-Meuse | Épiez-sur-Meuse |
| Vouthon-Bas                 | Amanty          | Épiez-sur-Meuse |
| Vouthon-Bas                 | Vouthon-Bas     | Vouthon-Haut    |

### Hydrographie
La commune est traversée par la ligne de partage des eaux entre les bassins versants de la Meuse et de la Seine au sein respectivement du bassin Rhin-Meuse et du bassin Seine-Normandie. Elle est drainée par le ruisseau d'Amanty,.

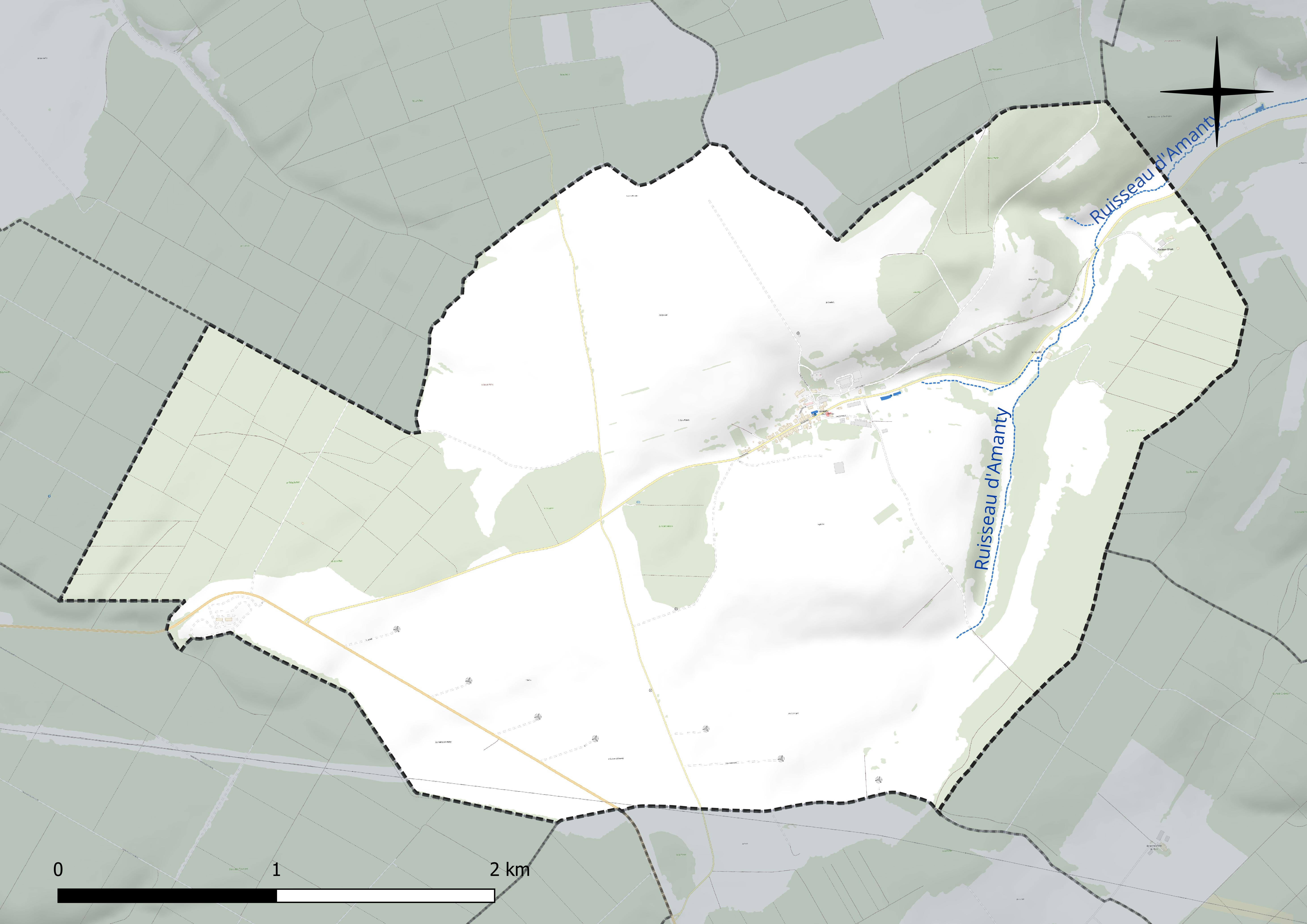
Réseau hydrographique d'Amanty.

### Climat
Pour des articles plus généraux, voir Climat du Grand Est et Climat de la Meuse.
En 2010, le climat de la commune est de type climat de montagne, selon une étude du Centre national de la recherche scientifique s'appuyant sur une série de données couvrant la période 1971-2000. En 2020, Météo-France publie une typologie des climats de la France métropolitaine dans laquelle la commune est exposée à un climat océanique altéré et est dans la région climatique Lorraine, plateau de Langres, Morvan, caractérisée par un hiver rude (1,5 °C), des vents modérés et des brouillards fréquents en automne et hiver.
Pour la période 1971-2000, la température annuelle moyenne est de 9,4 °C, avec une amplitude thermique annuelle de 16,5 °C. Le cumul annuel moyen de précipitations est de 1 028 mm, avec 13,7 jours de précipitations en janvier et 9,5 jours en juillet. Pour la période 1991-2020, la température moyenne annuelle observée sur la station météorologique de Météo-France la plus proche, « Cirfontaines_sapc », sur la commune de Cirfontaines-en-Ornois à 18 km à vol d'oiseau, est de 10,4 °C et le cumul annuel moyen de précipitations est de 904,1 mm. 
La température maximale relevée sur cette station est de 40 °C, atteinte le 12 août 2003 ; la température minimale est de −19,6 °C, atteinte le 6 février 1963,,.
Les paramètres climatiques de la commune ont été estimés pour le milieu du siècle (2041-2070) selon différents scénarios d'émission de gaz à effet de serre à partir des nouvelles projections climatiques de référence DRIAS-2020. Ils sont consultables sur un site dédié publié par Météo-France en novembre 2022.

## Urbanisme

### Typologie
Au 1er janvier 2024, Amanty est catégorisée commune rurale à habitat très dispersé, selon la nouvelle grille communale de densité à sept niveaux définie par l'Insee en 2022.
Elle est située hors unité urbaine. Par ailleurs la commune fait partie de l'aire d'attraction de Neufchâteau, dont elle est une commune de la couronne,. Cette aire, qui regroupe 72 communes, est catégorisée dans les aires de moins de 50 000 habitants,.

### Occupation des sols
L'occupation des sols de la commune, telle qu'elle ressort de la base de données européenne d’occupation biophysique des sols Corine Land Cover (CLC), est marquée par l'importance des territoires agricoles (66,5 % en 2018), en augmentation par rapport à 1990 (65,2 %). La répartition détaillée en 2018 est la suivante : 
terres arables (47,6 %), forêts (33,5 %), prairies (18,9 %). L'évolution de l’occupation des sols de la commune et de ses infrastructures peut être observée sur les différentes représentations cartographiques du territoire : la carte de Cassini (XVIIIe siècle), la carte d'état-major (1820-1866) et les cartes ou photos aériennes de l'IGN pour la période actuelle (1950 à aujourd'hui).

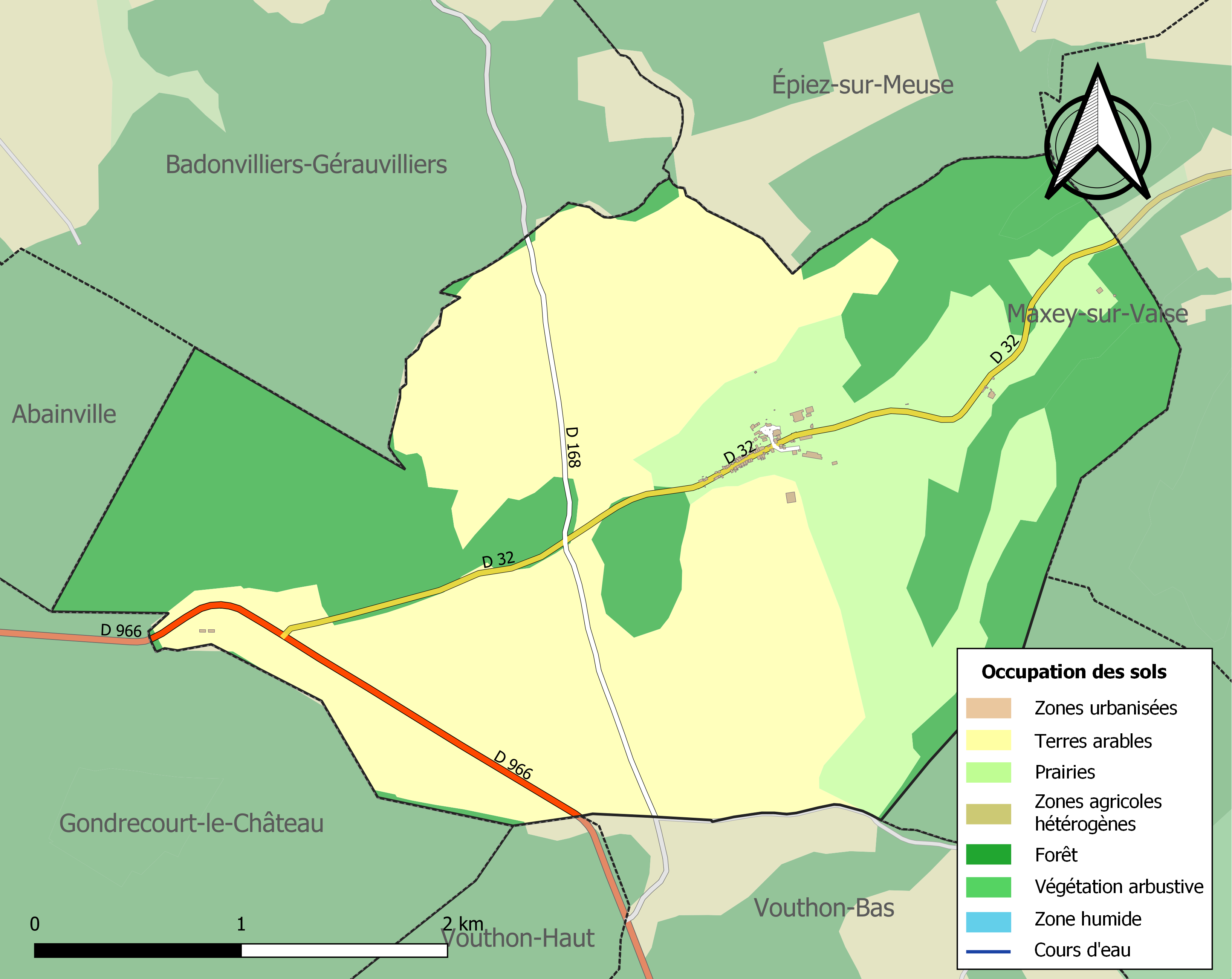
Carte des infrastructures et de l'occupation des sols de la commune en 2018 (CLC).

## Toponymie
Le nom de la localité est attesté sous les formes Amenti en 1327 dans un document de la chambre de la cour des comptes de Gondrecourt, Amenty en 1700 sur la carte des États du Royaume, Amantius en 1749 dans un pouillé,.
Du gaulois *alismentia « rivière boueuse » pour qualifier le ruisseau homonyme qui prend sa source sur le territoire de la commune.
À l'époque romaine, César avait l'habitude de remercier ses soldats et officiers méritants en leur attribuant entre autres un petit territoire. Ainsi, au bout des 20 années de service militaire, un officier gallo romain se voit attribuer le territoire de notre Commune et y fait la rencontre de sa promise. Il décide d'appeler sa propriété Amatius qui veut dire « à ma bien aimée » ou aussi « à mon bien aimé »[réf. nécessaire].

## Histoire
Jusqu'en 1790, le village dépendait du bailliage de Saint-Thiébault, puis celui de Lamarche et du parlement de Paris. Il y avait, en 1505, une maison forte assez étendue, flanquée de tourelles, entourée de fossés, qui, aux dires des habitants, communiquait avec l'église. La seigneurie appartenait, en 1332, à Guillaume de Gondrecourt et à Édeline, sa sœur. En 1397, la terre passa à Jean Thirion, écuyer de Gondrecourt, en 1441 à Jean d'Ourches. Puis la seigneurie échut pour plus d'un siècle à la famille de Verrières, futur propriétaire du château de Montbras (mariage de Jeoffroy de Verrières avec Isabelle d'Ourches en 1451), pour passer ensuite à la famille de Sommyèvre.
Les habitants, dans la plupart des cas de petits éleveurs et agriculteurs, jouissaient, de très longue date, des droits d'usage de la forêt qui s'étendait sur les finages de Gondrecourt, Abainville, Amanty et Gérauvilliers et dont les ducs de Bar étaient propriétaires.
Amanty, actuellement dans le diocèse de Verdun, se trouvait jusqu'à la Révolution dans celui de Toul. L'érection en cure date de 1707, lorsque l'évêque François de Camilly, par sentence du 22 septembre « ''désunit et détacha l'église d'Amanty et celle d'Epiez et la rétablit en son premier état'' ». Un prieuré Saint-Romain, dépendant de l'abbaye des chanoines réguliers de Saint-Léon de Toul, fut installé à Amanty mais on n'en connaît quasiment que le nom.

## Politique et administration
| Période                                  | Période   | Identité                                           | Étiquette | Qualité             |
| ---------------------------------------- | --------- | -------------------------------------------------- | --------- | ------------------- |
| Les données manquantes sont à compléter. |           |                                                    |           |                     |
| avant 1988                               | ?         | Paul Bertin                                        | PS        |                     |
| mars 2001                                | mars 2008 | Bernard Millery                                    | DVD       |                     |
| mars 2008                                | En cours  | Jean-Luc Diotisalvi Réélu pour le mandat 2020-2026 | SE        | Maire à temps plein |

## Population et société

### Démographie
L'évolution du nombre d'habitants est connue à travers les recensements de la population effectués dans la commune depuis 1793. Pour les communes de moins de 10 000 habitants, une enquête de recensement portant sur toute la population est réalisée tous les cinq ans, les populations de référence des années intermédiaires étant quant à elles estimées par interpolation ou extrapolation. Pour la commune, le premier recensement exhaustif entrant dans le cadre du nouveau dispositif a été réalisé en 2004.

En 2022, la commune comptait 35 habitants, en évolution de −16,67 % par rapport à 2016 (Meuse : −4,4 %, France hors Mayotte : +2,11 %).
| 1793 | 1800 | 1806 | 1821 | 1831 | 1836 | 1841 | 1846 | 1851 |
| ---- | ---- | ---- | ---- | ---- | ---- | ---- | ---- | ---- |
| 340  | 238  | 343  | 329  | 371  | 387  | 377  | 392  | 405  |

| 1856 | 1861 | 1866 | 1872 | 1876 | 1881 | 1886 | 1891 | 1896 |
| ---- | ---- | ---- | ---- | ---- | ---- | ---- | ---- | ---- |
| 351  | 356  | 353  | 323  | 317  | 314  | 288  | 273  | 256  |

| 1901 | 1906 | 1911 | 1921 | 1926 | 1931 | 1936 | 1946 | 1954 |
| ---- | ---- | ---- | ---- | ---- | ---- | ---- | ---- | ---- |
| 242  | 207  | 206  | 192  | 176  | 150  | 142  | 115  | 94   |

| 1962 | 1968 | 1975 | 1982 | 1990 | 1999 | 2004 | 2006 | 2009 |
| ---- | ---- | ---- | ---- | ---- | ---- | ---- | ---- | ---- |
| 89   | 66   | 62   | 58   | 56   | 47   | 53   | 55   | 48   |

| 2014 | 2019 | 2022 | - | - | - | - | - | - |
| ---- | ---- | ---- | - | - | - | - | - | - |
| 43   | 36   | 35   | - | - | - | - | - | - |

## Culture locale et patrimoine

### Lieux et monuments
- Église Saint-Martin.

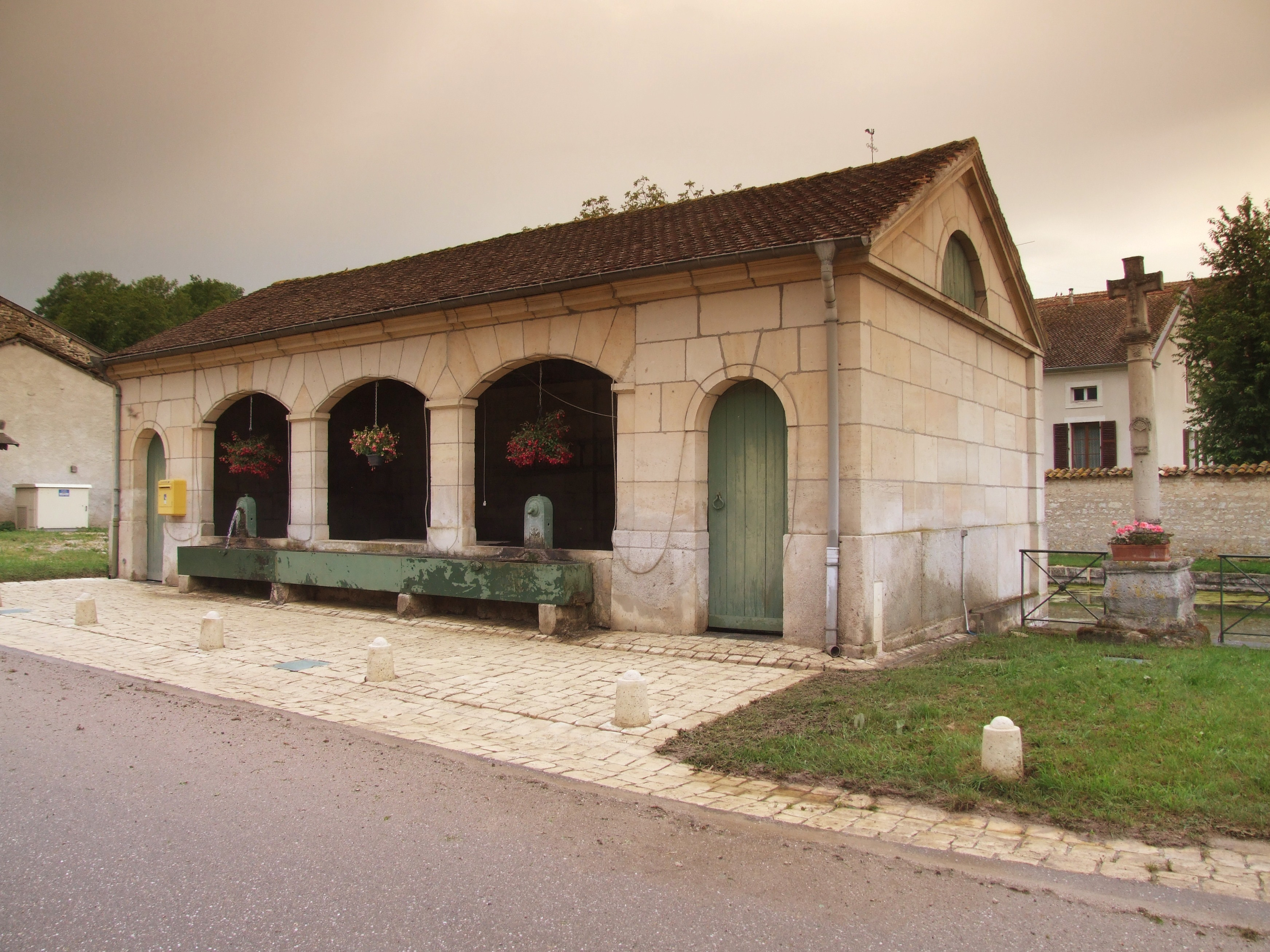

- Chapelle Sainte-Anne au cimetière.
- Deux croix en pierre implantées aux anciennes entrées du village.
- Une croix en pierre à côté du lavoir symbolisant le pèlerin de Compostelle.
- Lavoirs implantés lors du grand plan sanitaire de Napoléon trois.
- Un magnifique égayoir (ou gayoir) mitoyen des deux lavoirs.
- La stèle aux Américains morts pour la France pendants la Grande Guerre.

### Personnalités liées à la commune
- Jules Antoine Vauthier (1774-1832), peintre et lithographe.

### Héraldique
| Blason de Amanty | Blason  | De gueules à deux poignards romains d'argent garnis d'or appointés en chevron, accostés en chef de deux fleurs de jonquille, pistils affrontés, d'or et soutenus par une fontaine héraldique d'azur à deux ondes d'argent cerclée d'or. |

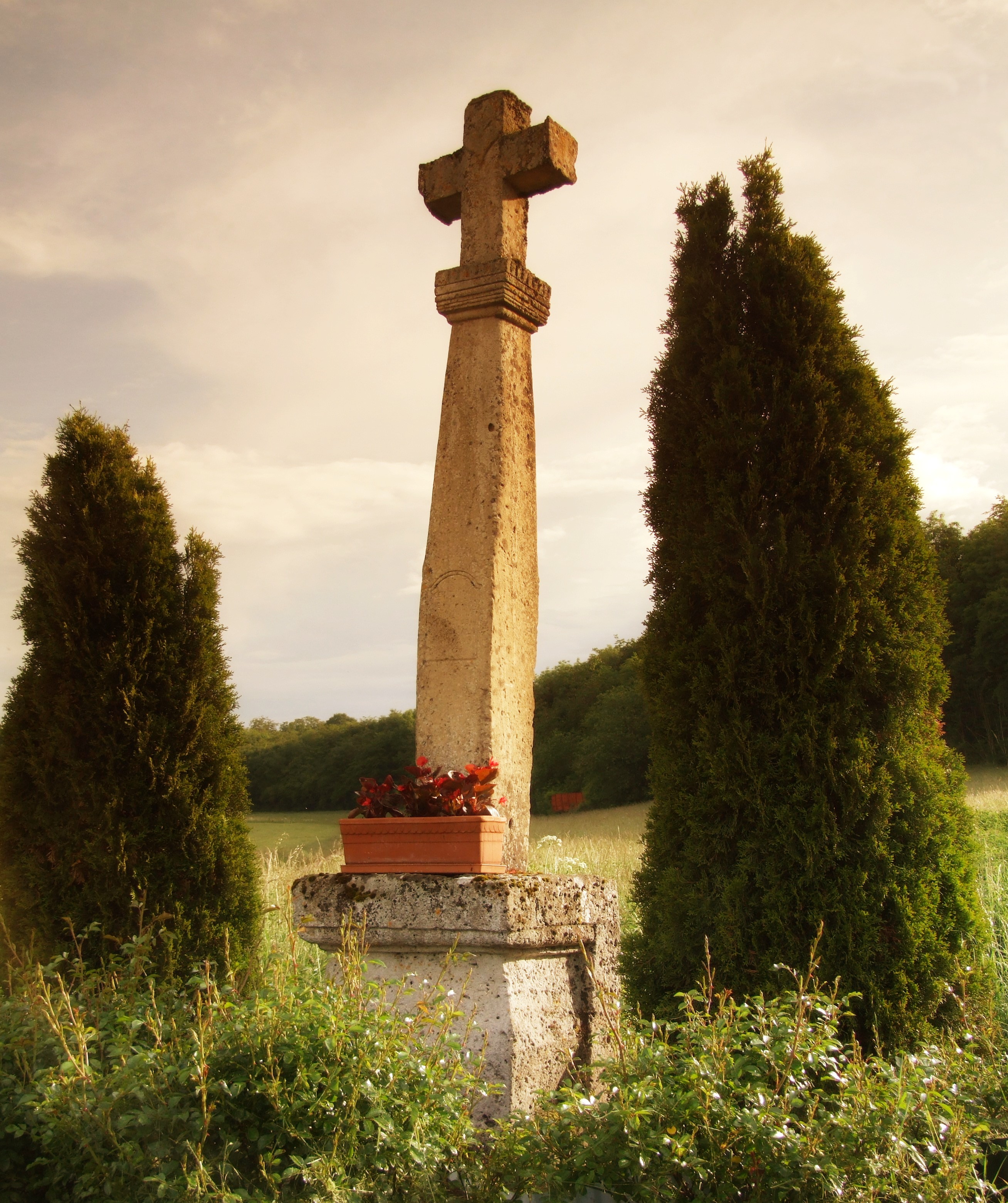

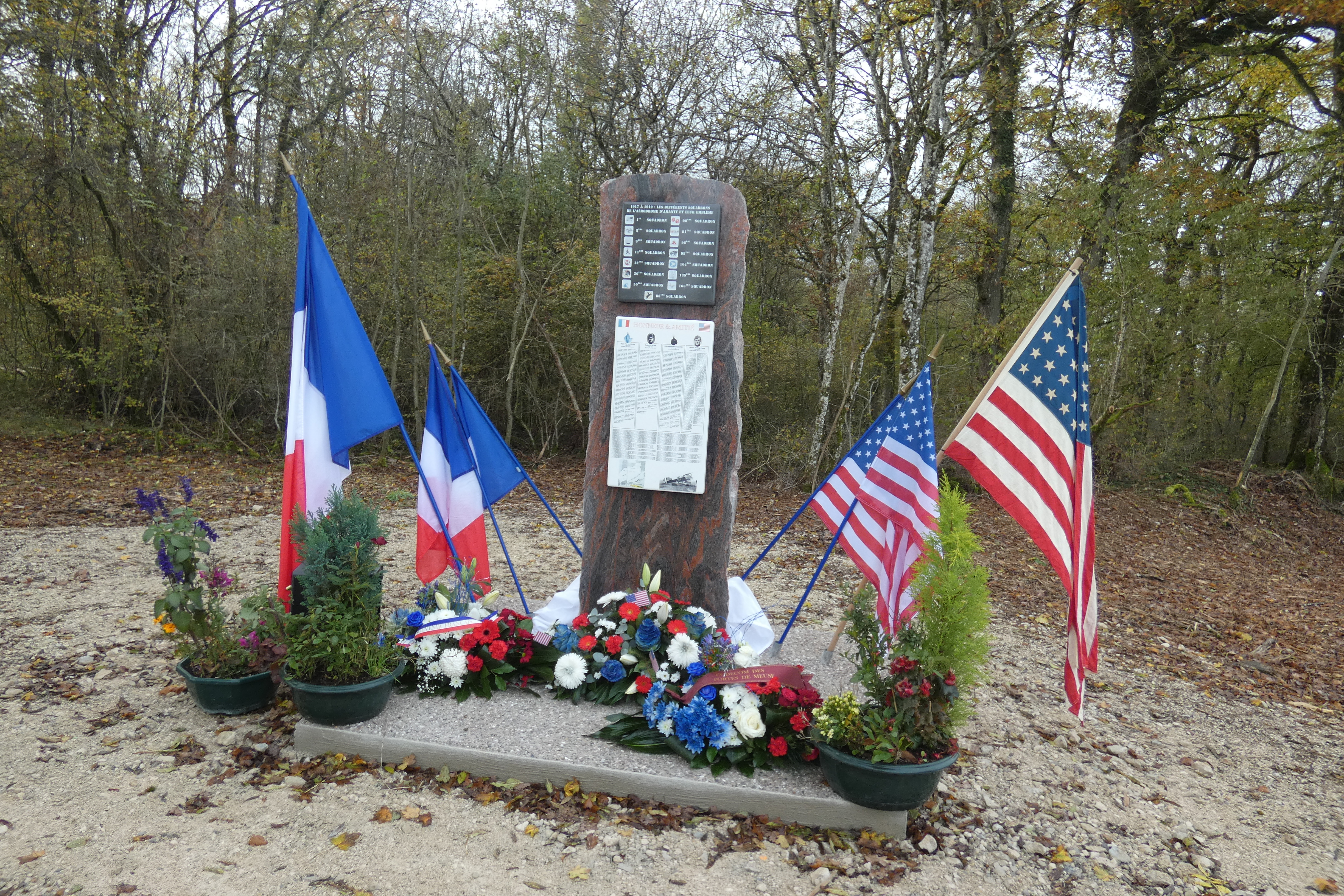

| Blason de Amanty | Détails | Les deux poignards romains dessinent le « A » de Amanty et évoquent saint Romain (ou Rémi), martyr vers 258, auquel était voué le prieuré du lieu dit Saint Rémi aujourd'hui disparu. La cime du chevron formé par les poignards symbolise le point géodésique 424 m au buisson d'Amanty qui représente le point culminant du département au début du XIXe siècle avant que Vaudeville le haut quitte les Vosges pour intégrer le Meuse. La fontaine héraldique témoigne de la présence d'un ensemble « égayoir - fontaine - lavoir » au cœur du village. Les jonquilles sont celles qui, au printemps, font la beauté du finage. Ce blason a été composé par R.A. Louis et Jean-Luc Diotisalvi, et adopté par la commune en mars 2011. |